# Sélénite de sodium
Pour les articles homonymes, voir Sélénite.
Le sélénite de sodium, Na2SeO3, est un composé chimique du sélénium. C'est une source de sélénium dans divers compléments nutritifs.
L'ion sélénite a également un effet antiseptique. On le retrouve dans la composition de certains milieux de culture en bactériologie.
On retrouve également des sélénites dans la composition de shampooings antipelliculaires, par exemple Selsun.